# Sekhemkare
Sekhemkare o Sekhem-ka-Re fou un faraó de la dinastia VII o de la dinastia VIII de l'antic Egipte. El seu nom de tron estava relacionat amb el déu solar Ra. No se'n coneix altra cosa que el seu nom.